# Monique Laurent

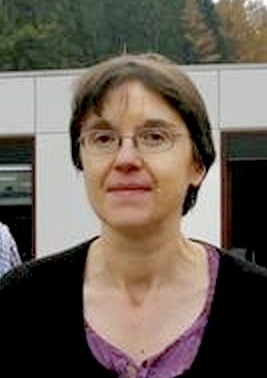
Monique Laurent, Oberwolfach 2011

Monique Laurent (* 1960) ist eine französische Mathematikerin, die sich mit Kombinatorischer Optimierung befasst.

## Leben
Laurent studierte 1979 bis 1983 an der École Normale Supérieure de Fontenay-aux-Roses und an den Universitäten Paris VI und VII. Sie wurde 1986 bei Michel Deza an der  Universität Paris VII promoviert (Geométries Laminées: Aspects Algébriques et Algorithmiques).  1985/86 war sie Gastwissenschaftlerin an der New York University (bei Michele Conforti) und 1986 bis 1988 forschte sie am  CNET (Centre National d’Etudes des Telecommunications) in Paris. Ab 1988 forschte sie für das CNRS an der Universität Paris-Dauphine und ab 1992 an der École normale supérieure. 1990 bis 1992 war sie mit einem Humboldt-Forschungspreis am Institut für Diskrete Mathematik in Bonn. Sie ist seit 1997 am Centrum Wiskunde & Informatica (CWI) in Amsterdam, wo sie ab 2005 die Gruppe Algorithmen, Kombinatorik und Optimierung leitete. Außerdem ist sie in Teilzeit seit 2009 Professorin für Ökonometrie und Operations Research an der Universität Tilburg.
In jüngster Zeit befasste sie sich mit der Nutzung Semidefiniter Programmierung, um effiziente Näherungen für schwierige kombinatorische Probleme zu erhalten (wie Färbung von Graphen und Max-Cut) sowie mit polynomialer Optimierung.
Sie war eingeladene Sprecherin auf dem Internationalen Mathematikerkongress 2014 in Seoul (Optimization over polynomials: selected topics). 2018 wurde sie in die Königlich Niederländische Akademie der Wissenschaften gewählt. Sie wurde ausgewählt, 2024 eine Gauß-Vorlesung zu halten.

## Schriften
- mit M.M. Deza: Geometry of Cuts and Metrics, Springer 1997, Paperback 2010
- mit F. Rendl: Semidefinite Programming and Integer Programming. In: K. Aardal, G. Nemhauser, R. Weismantel (Hrsg.), Handbook on Discrete Optimization, Elsevier 2005, S. 393–514
- Matrix completion problems. In: C. A. Floudas, P. M. Pardalos (Hrsg.), The Encyclopedia of Optimization, Band 3, Kluwer 2001, S. 221–229.